# Walter Moreira Sales
Walter Moreira Sales (Pouso Alegre, 28 de mayo de 1912 -Petrópolis, 27 de febrero de 2001) fue un empresario, banquero, diplomático y abogado brasileño.

## Biografía
Formado en la Facultad de Derecho de la Universidad de São Paulo (Largo São Francisco). Se dedicó a la actividad bancaria, que heredó de su padre João Moreira Salles; en 1967 esta institución adoptó el nombre de União de Bancos Brasileiros S.A. y en 1975, Unibanco.
Fue dos veces embajador en los Estados Unidos; también renegoció tres veces la deuda externa de Brasil. Fue ministro de hacienda del presidente João Goulart.
Tuvo cuatro hijos: 
- Pedro Moreira Salles, actual presidente de la comisión directiva de Itaú-Unibanco;
- Walter Salles Júnior, cineasta;
- João Moreira Salles, documentalista;
- Fernando Roberto Moreira Salles, editor.